# الشركة الوطنية لخدمات كفاءة الطاقة (ترشيد)
تم إنشاء الشركة الوطنية لخدمات الطاقة التي تحمل اسم ترشيد في مارس 2017 باعتبارها عاملاً رئيسيًا في تطوير وتحسين خدمات كفاءة الطاقة والطاقة المستدامة في المملكة العربية السعودية.
تم إنشاء ترشيد من قبل صندوق الاستثمارات العامة في السعودية برأس مال يبلغ 1.9 مليار ريال سعودي بتعاون مع المركز السعودي لكفاءة الطاقة (SEEC)، السلطات المحلية، ووكالات الطاقة الدولية الرائدة، وترجمت هذه الجهود الناجحة لخلق حلول قوية في مجال كفاءة استخدام الطاقة والحفاظ على الطاقة في السعودية. تعالج الشركة ارتفاع استهلاك الطاقة في المباني والمرافق القائمة.

## أهداف
أحدثت «ترشيد» بعد صدور مرسوم ملكي في مارس 2017 يعطيها وصاية حصرية لإعادة تأهيل جميع المباني والمرافق العامة في المملكة، والتي من المقرر أن تحول سوق كفاءة الطاقة المحلية من مرحلة النمو المبكر لصناعة مزدهرة تتألف من الشركات الأكثر ابتكارا ومهنية. من المقرر أن تدعم شركة «ترشيد» تطوير سوق خدمات الطاقة التجارية من خلال بناء قدرات شركات خدمات الطاقة المحلية وتسهيل إنشاء أبرز شركات الطاقة في العالم من خلال التعاون مع أصحاب المصلحة الرئيسيين مثل وزارة المالية السعودية والمركز السعودي لكفاءة الطاقة (SEEC).
شركة «ترشيد» مملوكة بالكامل لصندوق الاستثمارات العامة في السعودية وقد وضعت أهدافًا لتنفيذ مشاريع كفاءة الطاقة في المباني والمنشآت في جميع أنحاء المملكة.

## نتائج
ستساهم المشاريع التي تقوم بها «ترشيد» في خفض الإنفاق الحكومي في استهلاك الكهرباء، مما سينعكس على الخفض في استهلاك النفط المكافئ في قطاع الكهرباء، وترشيد الاستثمارات الرأسمالية في مشاريع التوسع لإنتاج وتوليد ونقل وتوزيع الكهرباء وذلك تماشياً مع رؤية 2030 للتنويع الاقتصادي والدفع بعجلة الاستدامة البيئية.
وستتيح الشركة، وبالشراكة مع وزارة الطاقة والصناعة والثروة المعدنية ووزارة المالية والمركز السعودي لكفاءة الطاقة، فرصاً استثمارية جديدة لقطاع الأعمال السعودي، من خلال الدخول في شراكات مع القطاع الخاص لتنفيذ المشاريع، حيث تقدّر الفرصة الإجمالية للوفر في هذا القطاع في السوق السعودي ما يصل إلى 42 مليار ريال، أو ما يقارب 3 مليارات ريال سنوياً.